# Shepherd’s Bush (stacja metra)
Shepherd’s Bush – stacja londyńskiego metra położona w zachodniej części miasta, na trasie Central Line pomiędzy stacjami White City a Holland Park. Znajduje się w dzielnicy Shepherd’s Bush w gminie Hammersmith and Fulham, w drugiej strefie biletowej.
Kilka stacji w okolicy obecnie jak i w przeszłości nosiły nazwę Shepherd’s Bush. Dziś, stacja Central Line dzieli nazwę z sąsiadującą stacją kolejową i London Overground Shepherd’s Bush, pomiędzy stacjami znajdują się przejścia.
Odrębna stacja metra Shepherd’s Bush Market obsługująca linie Circle Line i Hammersmith & City Line usytuowana jest około 500 metrów dalej. Wcześniej również nosiła nazwę Shepherd’s Bush, którą zamieniono na Shepherd’s Bush Market (od bliskiego targowiska) w 2008.

## Historia
Stacja została otwarta 30 lipca 1900 roku i w tamtym czasie była zachodnią stacją końcową Central London Railway (dziś znaną jako Central Line). Budynek stacji, tak jak wszystkie stacje CLR zaprojektował brytyjski architekt Harry Bell Measures. Wejście znajdowało się przy Uxbridge Road.
W ramach New Works Programme w latach 1935-1940 na stacji zainstalowano ruchome schody, które zastąpiły dotychczasowe windy, a także przedłużono platformy. 
Gruntowna przebudowa okolicy stacji rozpoczęła się w 2005 roku i związana była z budową centrum handlowego Westfield London. Jako część projektu, w 2008 stacja została przebudowana przez Westfield, ustanowiono połączenie z autobusami zatrzymującymi się w pobliżu stacji, a także zbudowano stację London Overground i kolejową Shepherd’s Bush, obsługującą linię West London Line. 

## Transport
Stacja obsługiwana jest przez:
- linię kolejową Southern (pomiędzy East Croydon a Milton Keynes Central)
- linię London Overground West London Line (pomiędzy Willesden Junction a Clapham Junction, w godzinach szczytu kursuje do Stratford)
- linie autobusowe 31, 49, 72, 94, 95, 148, 207, 220, 228, 237, 260, 272, 283, 295, 316, 607, C1 i N207.

## Galeria

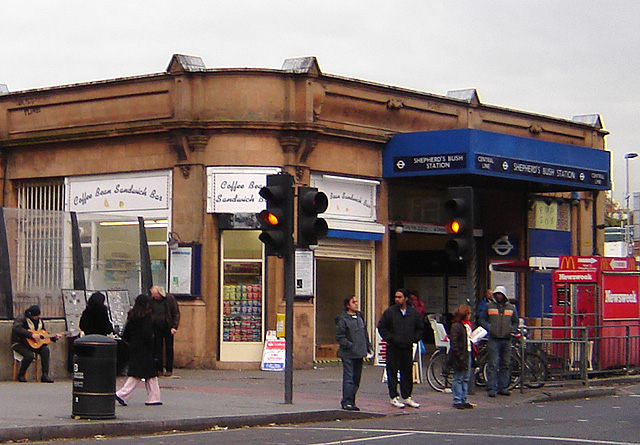
Stacja w 2005 roku
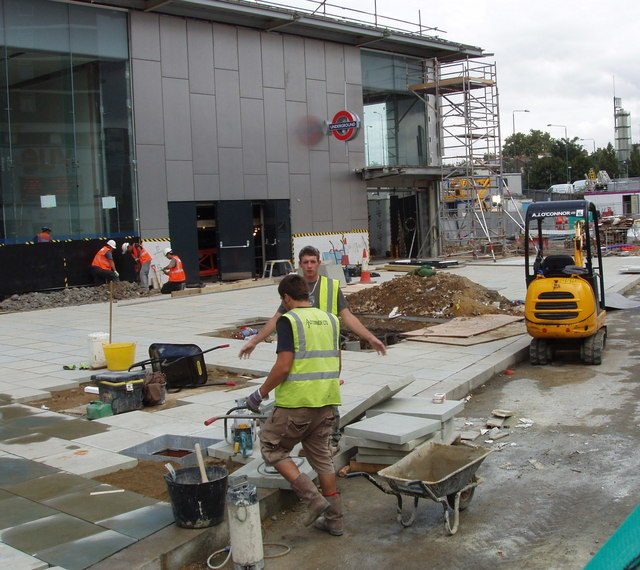
Przebudowa stacji w 2008 roku
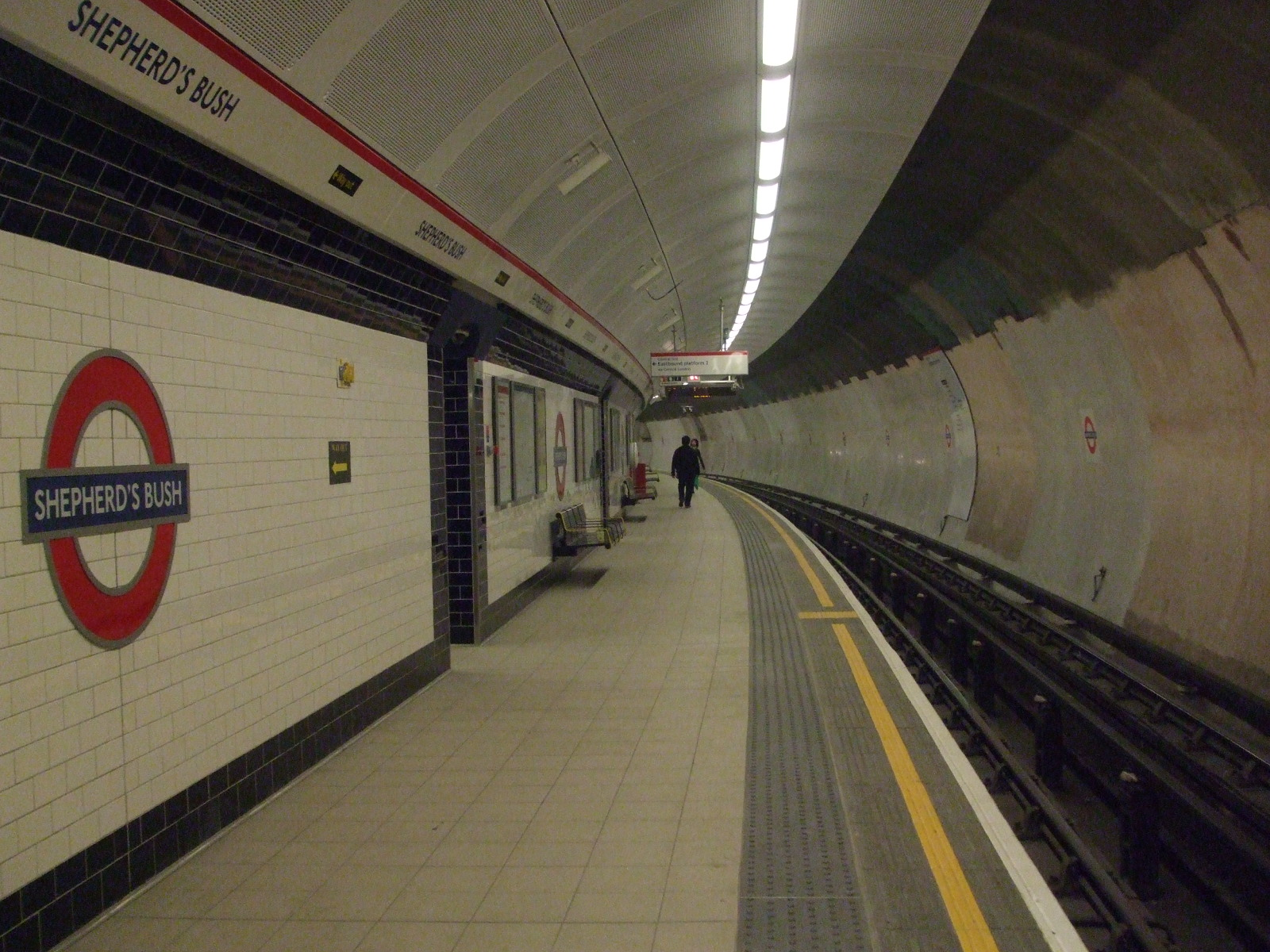
Platforma zachodnia, widok w kierunku wschodnim
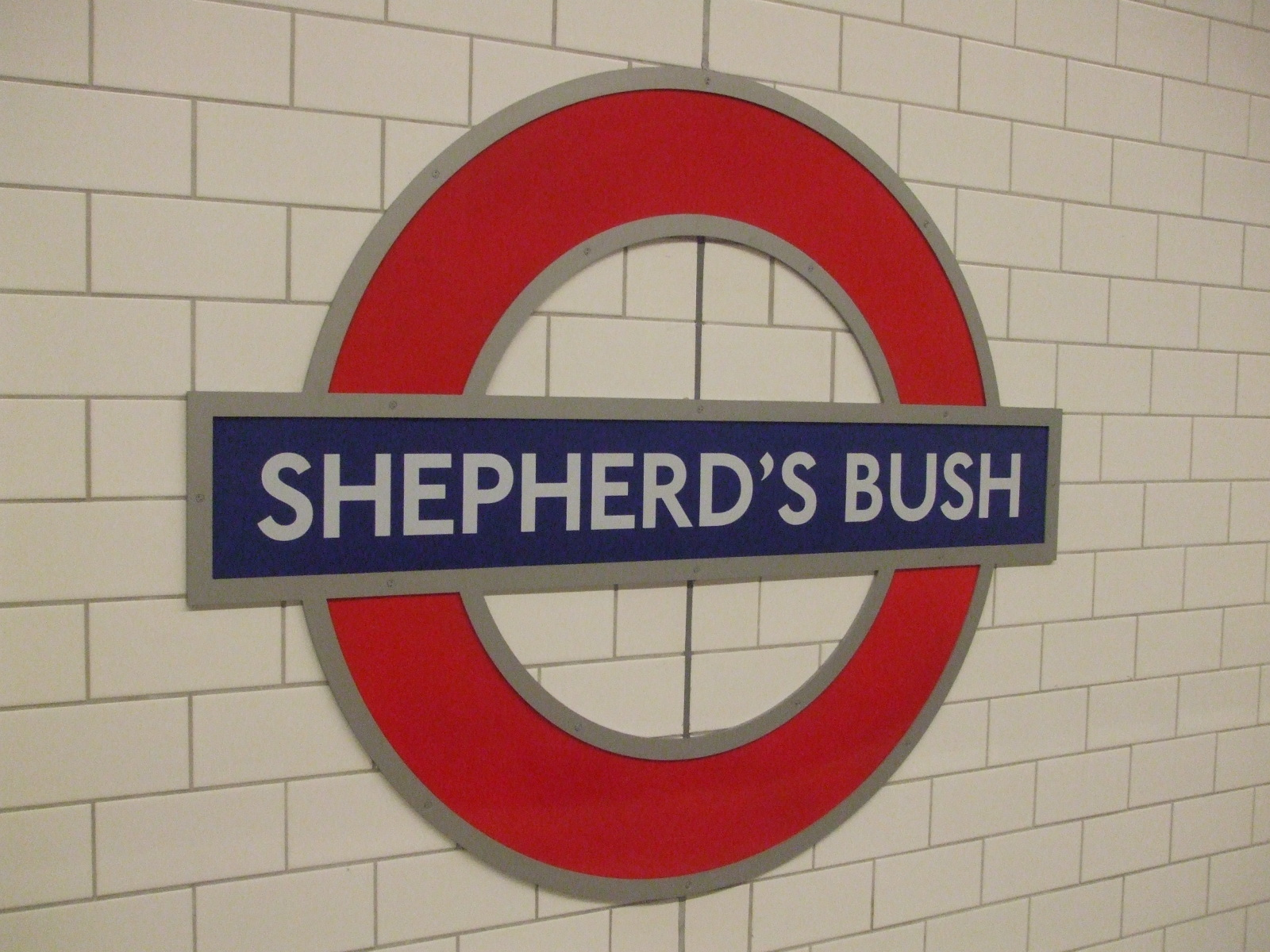
Symbol stacji